# Кремберк
Кремберк (словен. Kremberk) — поселення в общині Света Ана, Подравський регіон‎, Словенія.